# Ornebius insculpta
Ornebius insculpta is een rechtvleugelig insect uit de familie Mogoplistidae. De wetenschappelijke naam van deze soort is voor het eerst geldig gepubliceerd in 2013 door Tan & Ingrisch.